# جيسي وليامز
جيسي وليامز (بالإنجليزية: Jesse Lynch Williams)  (و. 1871 – 1929 م) هو صحفي، ومؤلف، وكاتب، وكاتب مسرحي أمريكي، ولد في سترلينغ، توفي عن عمر يناهز 58 عاماً.

## التعليم
تعلم في جامعة برنستون.

## جوائز
حصل على جوائز منها:
- جائزة بوليتزر عن فئة الدراما

## وصلات خارجية
- جيسي وليامز على موقع IMDb (الإنجليزية)
- جيسي وليامز على موقع قاعدة بيانات برودواي على الإنترنت (الإنجليزية)

- جيسي وليامز في قاعدة بيانات الأفلام على الإنترنت